# Спаське (Котельницький район)
Спа́ське (рос. Спасское) — село у складі Котельницького району Кіровської області, Росія. Адміністративний центр Спаського сільського поселення.
Населення становить 288 осіб (2010, 488 у 2002).
Національний склад станом на 2002 рік — росіяни 99 %.